# Spilichneumon anurus
Spilichneumon anurus là một loài tò vò trong họ Ichneumonidae.